# Pictura victoriană

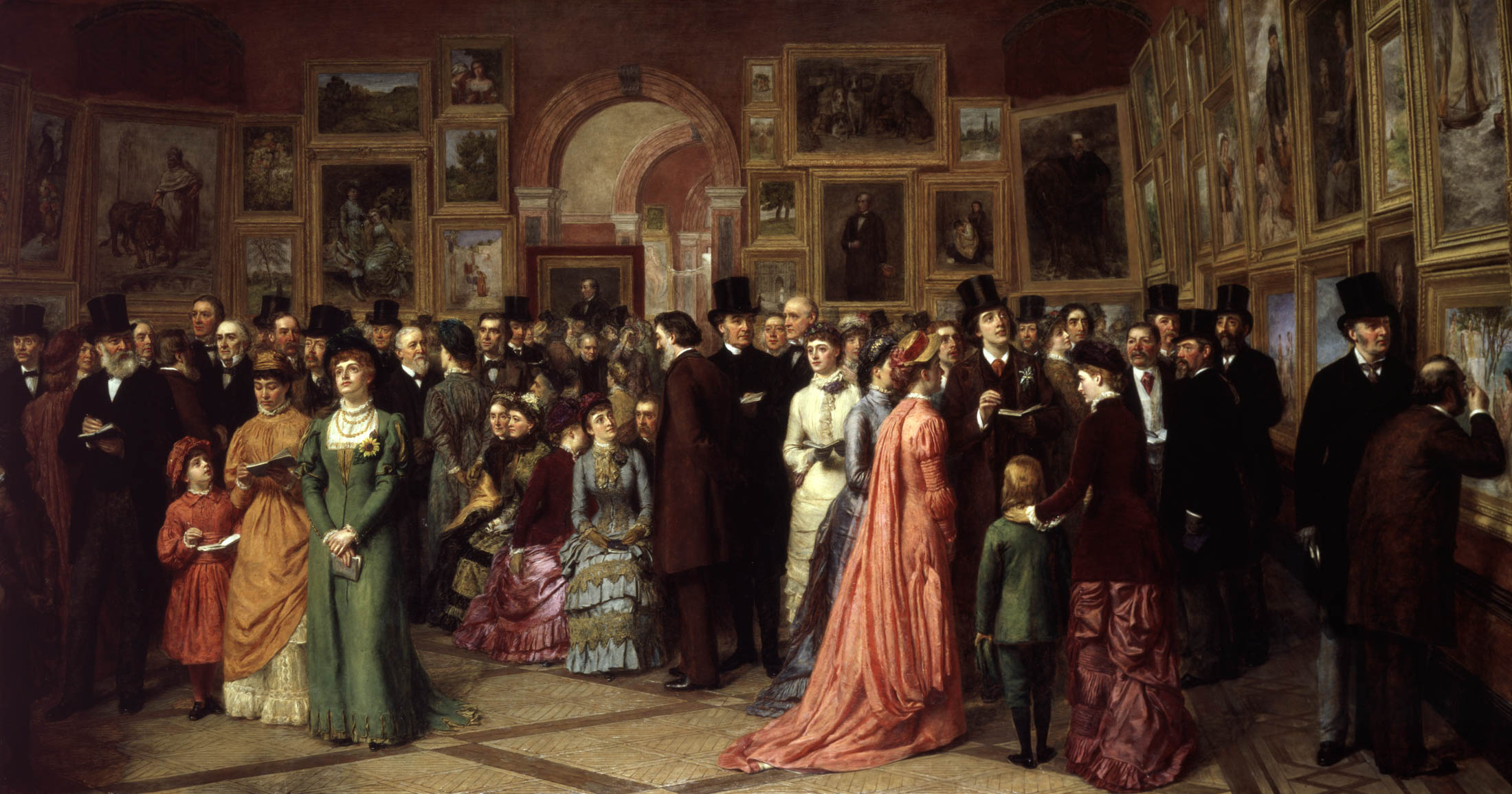
A Private View at the Royal Academy (1883) de William Powell Frith (Note: A Private View este o satiră a mișcării estetice Aesthetic movement de la sfârșitul secolului al XIX-lea. Oscar Wilde vorbește unui grup de admiratori despre teoriile sale asupra frumosului, ignorat de John Everett Millais și. Frith era specializat în pictura scenelor de grup și subiecte literare și respingea prerafaelitismul și mișcarea estetică, cele două mari tendințe ale artei în epoca victoriană, iar acest lucru l-a făcut nepopular multora dintre contemporanii săi. Cariera sa a coincis cu întreaga epocă victoriană, prima lui expoziție având loc în 1838 iar ultima în 1902.)

Pictura victoriană se referă la diversele stiluri artistice care s-au dezvoltat în Regatul Unit al Marii Britanii în timpul domniei reginei Victoria (1837–1901). Prima parte a erei victoriene a fost caracterizată de dezvoltarea rapidă a industriei și de schimbări sociale și politice care au transformat regatul Unit într-una din cele mai puternice și avansate țări din lume. În ce privește pictura, teoriile Academiei Regale de Arte și ale primului său președinte, Joshua Reynolds, au marcat puternic stilul artistic al acestei perioade. Reynolds și Academia erau puternic influențați de pictorul italian renascentist Raphael; în viziunea Academiei, rolul artistului era acela de a idealiza și înnobila subiectul operei sale cât mai mult posibil. Dar deși această abordare avusese succes în perioada preindustrială, când majoritatea comenzilor de opere de artă erau portrete ale nobilimii sau scene militare și istorice, după ascensiunea reginei Victoria acest stil ajunsese să fie considerat învechit și era perimat. Ascensiunea îmbogățiților din clasa de mijloc schimbase piața operelor de artă, iar generația care crescuse în era industrială dădea acum importanță preciziei și atenției la detaliu, considerând că rolul artei era să reflecte lumea așa cum era, nu o imagine idealizată a ei.
Spre sfârșitul anilor 1840 și începutul anilor 1850, ca reacție la programul Academiei Regale, un grup de studenți de la Academia de Arte au format gruparea numită Frăția Prerafaelită (PRB). Picturile lor se doreau a fi cât mai realiste cu putință, iar când lucrau din imaginație se străduiau să reprezinte scena cât mai exact posibil, fără să înnobileze subiectul picturii. De asemenea, prerafaeliții considerau că rolul artistului este moral-didactic și își alegeau subiecte care puteau fi percepute de publicul vremii ca pilde moralizatoare. Acești pictori erau îndeosebi interesați de noile progrese științifice care păreau să infirme cronologia biblică și, la fel ca oamenii de știință, erau foarte atenți la detalii și aveau aceeași dorință de a demonta credințele existente. Ideile prerafaeliților au influențat profund lumea artistică, deși gruparea nu a rezistat foarte mult.
Ca urmare a Războiului Franco-Prusac din 1870, mai mulți artiști impresioniști francezi s-au mutat la Londra, aducând cu ei noi stiluri artistice. Tot atunci, criza economică severă și mecanizarea accelerată au făcut ca viața în orașele britanice să fie din ce în ce mai grea, iar artiștii au început să respingă ideea că arta trebuia să reflecte realitatea. Noua generație de pictori și scriitori, formând curentul cunoscut ca estetism, considerau că slaba calitate a picturii se datora monopolului păturii de mijloc, fără educație, asupra pieței de artă, și dorinței prerafaeliților de a reflecta o realitate urâtă. Adepții estetismului voiau să creeze opere care ilustrau frumosul și faptele nobile, și care să fie o distragere de la realitatea sumbră. Pe măsură ce calitatea vieții în regatul bitanic se deteriora, mulți artiși au început să picteze scene din perioada preindustrială, iar mulți membri ai estetismului, indiferent de atitudinea personală față de religie, pictau acum scene religioase ca pretext pentru scene și portrete idealizate și pentru a ignora urâtul și nesiguranța realității.
Epoca victoriană a luat sfârșit în anul 1901, când mulți dintre cei mai importanți artiști ai epocii muriseră deja. În primii ani ai secolului al XX-lea, arta și atitudinile victoriene deveniseră extrem de nepopulare. Modernismul, care a început să domine arta britanică, era derivat din tradițiile europene și avea prea puțină legătură cu pictura britanică din secolul al XIX-lea. Cum pictorii victorieni fuseseră în general ostili tocmai acestor tradiții europene, erau acum ignorați sau ironizați de pictorii și criticii moderniști de la începutul secolului al XX-lea. În anii 1960, câteva opere ale prerafaeliților au revenit la modă printre adepții contraculturii anilor 1960, care le considerau predecesorii tendințelor din 1960. Reputația acestor opere a fost și mai mult restabilită printr-o serie de expoziții din 1960 și 1970, iar în 1984 o expoziție importantă a prerafaeliților a fost, din punct de vedere comercial, una dintre cele de mare succes din istoria Tate Gallery. Deși arta prerafaelită s-a bucurat de o revenire a popularității sale, pictura victoriană ne-prerafaelită rămâne în general foarte puțin populară; lipsa oricăror colecții importante în Statele Unite face ca aceste opere să rămână în mare parte necunoscute.

## Contextualizare

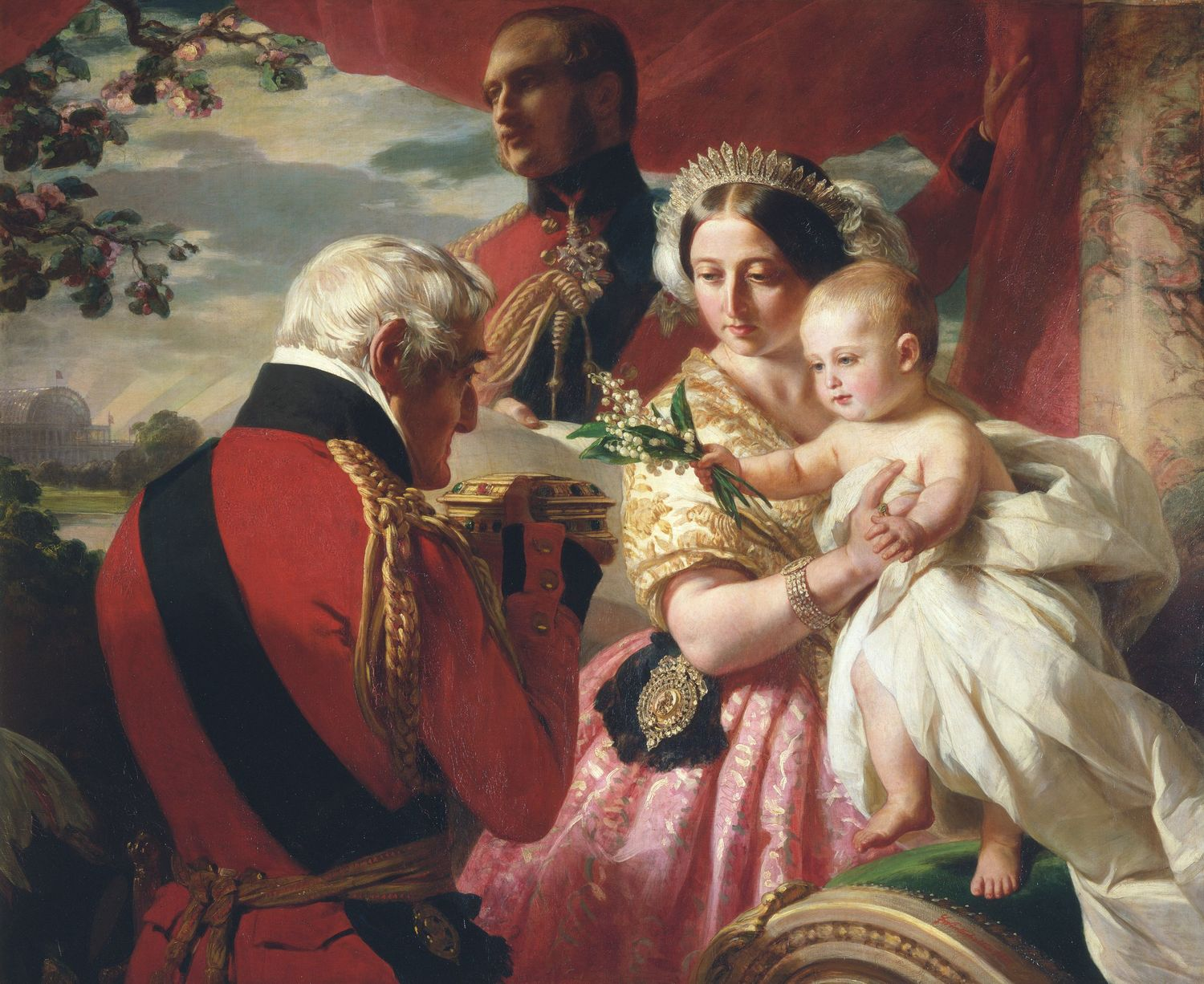
În lucrarea The First of May, 1851 Franz Xaver Winterhalter a intenționat să creeze un simbol al epocii. Pictura lui Winterhalter urma stilul promovat de Joshua Reynolds, și inspirat de stilul lui Raphael, în care artistul idealizează subiectul operei sale în mod conștient. Tabloul înfățișează cea de-a optzeci și doua aniversare a lui Arthur Wellesley, primul duce de Wellington (născut la 1 mai 1769), despre ale cărui victorii militare se credea că ar fi adus stabilitate și prosperitate Regatului Unit, și care, în calitate de Prim Ministru, participase la deschiderea căilor ferate din Liverpool și Manchester, eveniment considerat, la acea vreme, unul din momentele cheie ale revoluției industriale. Wellington îi oferă un cufăr finului său, Prințul Arthur, al șaptelea copil al reginei Victoria și Albert, la prima sa aniversare (născut la 1 mai 1850), și în schimb primește de la Arthur un buchețel de flori. (Note: În jurnalul său, regina Victoria nota că într-adevăr micul Arthur i-a dăruit lui Wellington un buchețel de flori, ca în pictură, însă darul lui Wellington pentru prinț a fost de fapt un pocal aurit, nu un cufăr.) Atenția lui Albert e atrasă de răsăritul soarelui asupra Palatului de Cristal, Crystal Palace, care găzduia Marea Expoziție, organizată de Albert și deschisă la 1 mai 1851, un simbol al forței tehnologiei și inovării britanice, și certitudinii că tehnologia era calea spre un viitor fabulos.

Când în 1837, la 18 ani, Alexandrina Victoria moștenea tronul Regatului Unit al Marii Britanii și Irlandei, devenind Regina Victoria, țara avea deja în urmă o lungă perioadă de pace neîntreruptă, de la victoria finală asupra lui Napoleon, în 1815. Încă din 1832, documentul The Representation of the People Act (cunoscut ca Actul reformei, The Reform Act) și echivalentele sale în Scoția și Irlanda, puseseră capăt multor practici corupte ale sistemului politic britanic, ceea ce a adus țării un guvern stabil și relativ reprezentativ. Revoluția industrială era în plin avânt, și în 1838 s-a deschis calea ferată Londra și Birmingham, care unea partea de nord, industrială, a Angliei, cu orașele și porturile din sud; până în 1850, s-au construit peste 6.200 de mile (10.000km) de cale ferată, și astfel transformarea Marii Britanii într-o superputere industrială era completă. În 1851 Marea Expoziție, organizată de Albert, soțul reginei Victoria, încununa triumful tehnologiei, progresului și relațiilor comerciale pașnice. Peste 40.000 de persoane pe zi vizitau  Marea Expoziție, unde erau expuse peste 100.000 de mecanisme ale geniului manufacturier, agricol și ingineresc.
Deși economia britanică fusese până atunci dominată de aristocrația funciară rurală, influența acestora se diminuase considerabil odată cu Revoluția Industrială și reformele politice, și acum se dezvolta o clasă de mijloc de negustori, manufacturieri și ingineri, la Londra și în orașele industriale din nord. Noii îmbogățiți erau în general foarte dornici să își etaleze opulența expunând opere de artă, și erau suficient de avuți ca să plătească prețuri mari pentru ele, dar în general nu prea erau interesați de vechii maeștri și preferau lucrări moderne ale artiștilor locali. În 1844 Parlamentul a legalizat sindicatele artiștilor, care comandau lucrări ale artiștilor celebri pe care le plăteau printr-o loterie; premiul câștigat era chiar lucrarea; acest lucru le-a permis accesul în lumea artei unor persoane care poate că nu și-ar fi putut permite să cumpere un tablou important, și în același timp a stimulat creșterea pieței pentru gravuri.

### Reynolds și Academia Regală
Pictura britanică fusese puternic influențată de Joshua Reynolds (1723–1792), primul președinte al Academiei Regale de Arte, care considera că scopul artei era „de a concepe și reprezenta subiectul într-o manieră poetică, nu limitat la concret”, și că artiștii ar trebui să aspire la emularea pictorului italian renascentist Rafael, reprezentând subiectele cât mai aproape de perfecțiune.

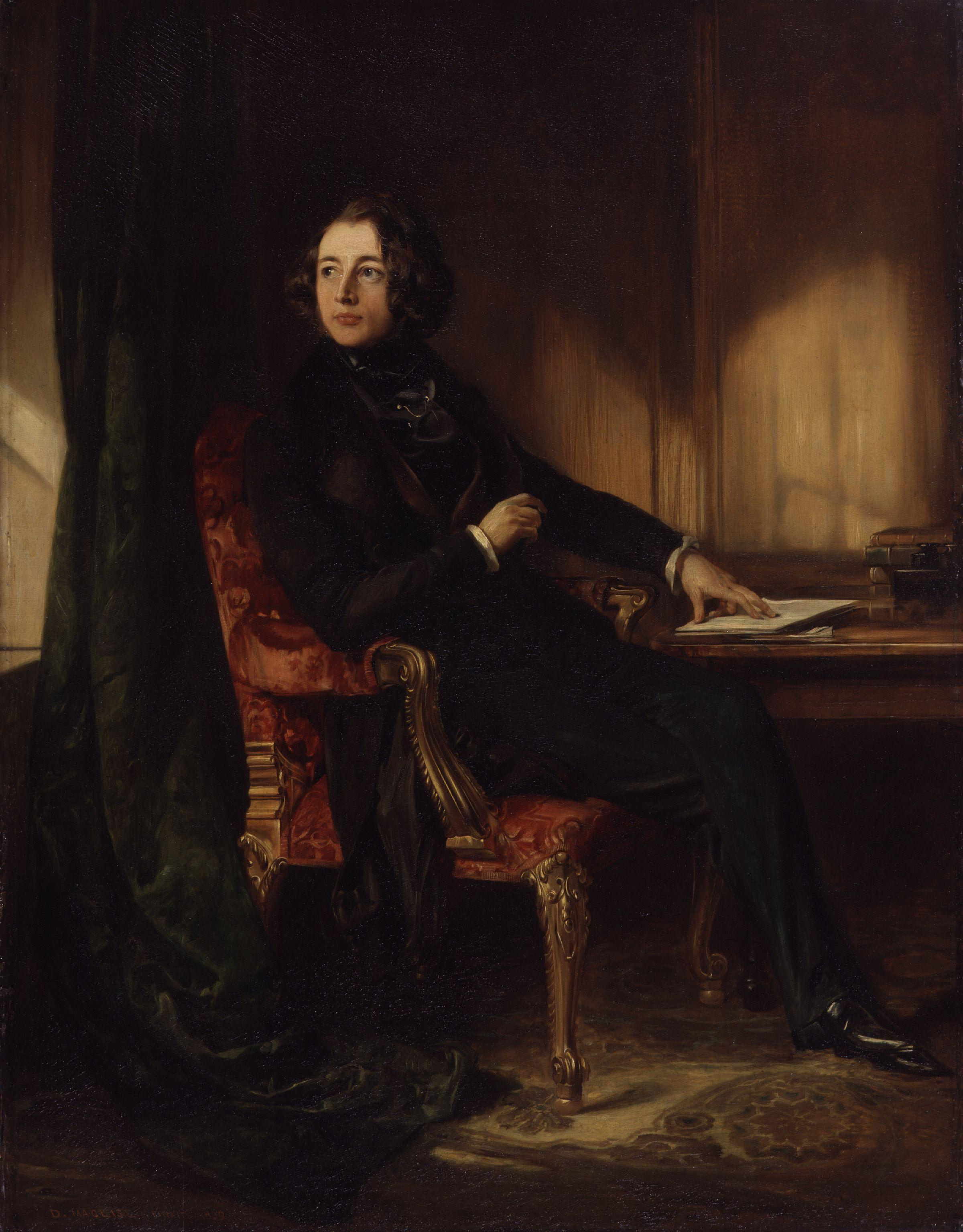
Portretul lui Charles Dickens de Daniel Maclise (1839). Portretizarea de către Dickens a realității vieții moderne a avut o foarte mare influență asupra artiștilor britanici.

Până la ascensiunea la tron a reginei Victoria, Academia Regală dominase lumea artistică a Angliei, cel mai important eveniment din lumea artistică fiind Expoziția de Vară a Academiei Regale. Academia regală își subordona și prestigioasele sale școli de artă, care, în procesul instructiv, puneau foarte mult accent pe tehnicile acceptate. Stilul lui Rafael avusese succes comercial în cazul artiștilor care deserviseră nobilimea interesată de portretele de familie, scene militare și scene istorice, religioase și din mitologia clasică, dar la momentul urcării pe tron a reginei Victoria acest stil nu mai era considerat de viitor. După distrugerea sediului Parlamentului britanic, The Houses of Parliament, spre sfârșitul anului 1834, și cu ocazia organizării concursurilor de selecție a artiștilor care să decoreze noile clădiri, s-a văzut clar că nu prea se găseau artiști buni care să picteze subiecte istorice și literare – considerate în epocă cea mai înaltă formă a picturii. Din 1841, noua și foarte influenta revistă britanică Punch a ridiculizat tot mai mult Academia Regală și pe artiștii britanici. 
Opera seminală a lui John Ruskin, Modern Painters, al cărei prim volum a fost publicat în 1843, stipula că scopul artei este de a reprezenta lumea și de a permite privitorului să își formeze singur o părere despre subiect, fără să îl idealizeze. Ruskin considera că doar printr-o reprezentare cât mai fidelă ar putea artistul să arate latura divină a lumii naturale. Noua generație de artiști, primii care crescuseră într-o eră industrială în care reprezentarea precisă a detaliului tehnic era considerată o virtute și o necesitate, erau de acord cu acest punct de vedere. În 1837, Charles Dickens a început să publice romane în care încerca să descrie realitatea problemelor curente, în locul trecutului sau al unui prezent idealizat. Cărțile lui erau foarte admirate de mulți dintre artiștii din noua generație.
În 1837, pictorul Richard Dadd și un grup de prieteni au format The Clique, o grupare de artiști care respingeau tradiționalismul academiei față de subiectele istorice și portretistică, pledând în favoartea artei de gen, un stil artistic populist. Deși majoritatea membrilor grupării The Clique s-au reîntors la Academie în ani 1840, ca urmare a arestării lui Dodd, după ce acesta și-a ucis tatăl, în 1843, ei au fost prima grupare de artiști de valoare care au contrazis ideile Academiei Regale.

## J.M.W. Turner
Picturile The Fighting Temeraire (1839) și Rain, Steam and Speed (1844) ale lui Turner înfățișau primele etape ale revoluției industriale. 
Cel mai important artist britanic în viață la momentul urcării pe tron a reginei Victoria era J.M.W. Turner. Turner devenise celebru în ultima parte a secolului al XVIII-lea cu o serie de peisaje în acuarelă, foarte apreciate, și primul său tablou în ulei a fost expus în 1796. Ales membru cu drepturi depline al Academiei Regale în 1802, la vîrsta de 27 de ani , el a rămas fidel acestei instituții întreaga viață. În 1837 a demisionat din postul de profesor la Academia Regală, o poziție importantă, și în 1840 a făcut cunoștință cu John Ruskin. În primul volum din cartea sa, Modern Painters, Ruskin îi lua apărarea lui Turner, argumentînd că Turner devenise atât de bun nu datorită, ci în ciuda influenței lui Reynolds și a dorinței lui Turner de a idealiza subiectele picturilor sale.
Pe la sfârșitul anilor 1840, Turner începea să fie învechit. Deși Ruskin îi aprecia opera, spunând că este, în esență, „o transcriere integrală a întregului sistem al naturii”, Turner (care în 1845 era cel mai în vârstă academician și vicepreședinte al Academiei Regale) devenise, pentru tinerii artiști, o întruchipare a bombasticii și a unui spirit refractar, și un produs al perioadei romantice învechite, care nu mai avea legătură cu epoca modernă.

## Frăția prerafaelită (PRB)

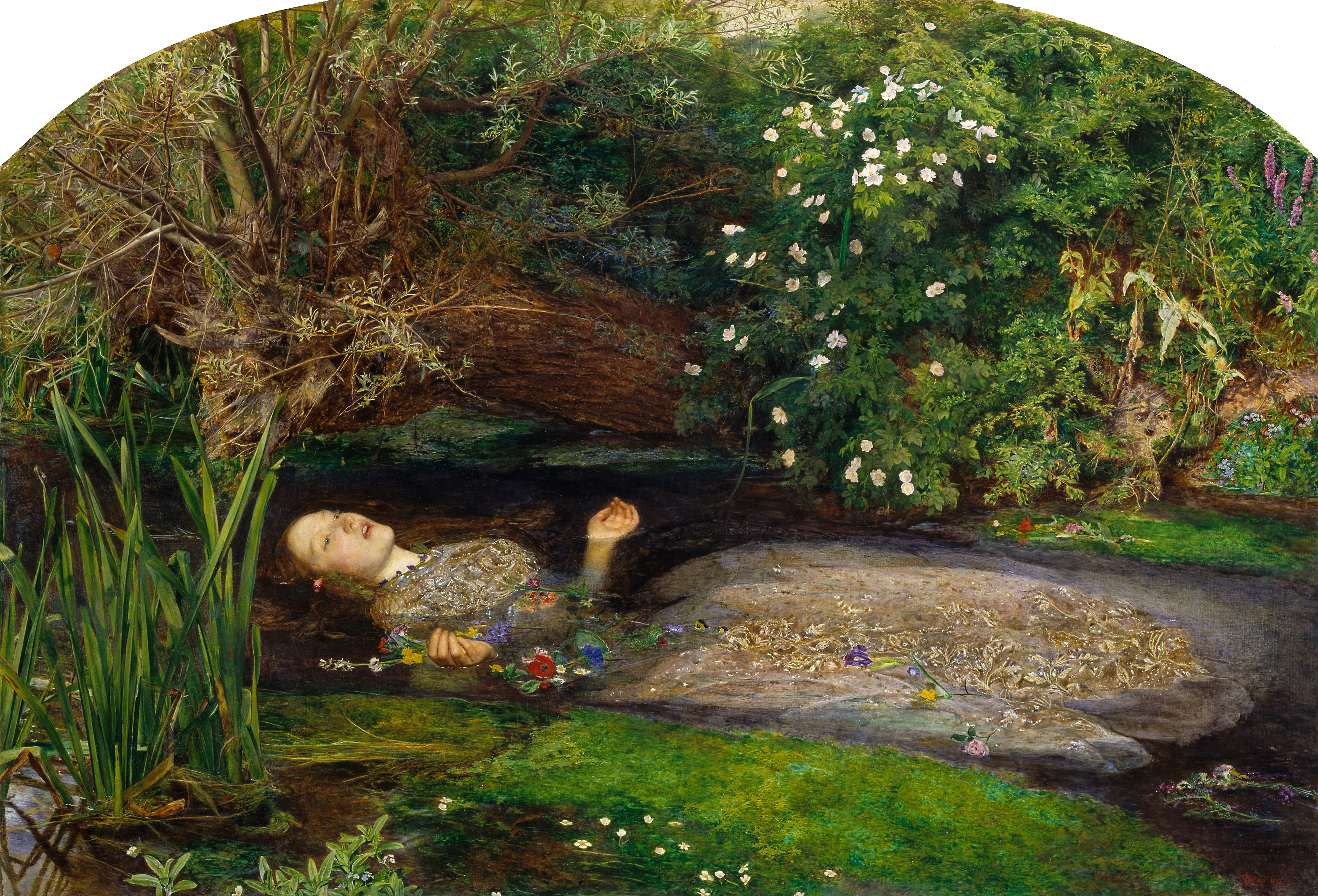
Ophelia lui Millais (1851–2) reflectă atenția la detalii a PRB. Toate florile menționate în scena respectivă din Hamlet sunt ilustrate cu acuratețe.

În 1848, trei tineri studenți de la școlile de artă ale Academiei Regale, William Holman Hunt, John Everett Millais și Dante Gabriel Rossetti, au format Frăția Prerafaelită (PRB). Membrii PRB respingeau ideile lui Joshua Reynolds, și sistemul lor încuraja pictura cu cît mai multă acuratețe, după natură oricând era posibil, iar când era necesar să picteze din imaginație ei cereau ca acel eveniment să fie redat cât mai exact posibil, așa cum ar fi avut el loc, și nu cum ar fi părut, mai nobil sau mai plăcut.
PRB se inspirau din expozițiile științifice și considerau că abordarea științifică era în sine un instrument al binelui moral. Detaliile foarte elaborate și acuratețea lor dovedeau munca asiduă și pasiunea cu care pictau, și astfel ei ilustrau faptul că efortul era o virtute, în contrast cu „manevrarea lejeră, iresponsabilă” a tehnicii vechilor maestri sau „indolența sfidătoare” a impresionismului. Pe lângă aceasta, ei considerau că era datoria artiștilor sa aleagă subiecte care ilustrau o anume lectie morală. În primele opere ale prerafaelitilor se remarcă prezența florilor, potrivite scopului lor. Florile puteau fi folosite aproape în orice scenă, puteau fi mijloc pentru transmiterea unor mesaje în limbajul florilor, atunci la modă, și pictarea lor cu mare acuratețe arăta cât de devotat era artistul preciziei științifice.

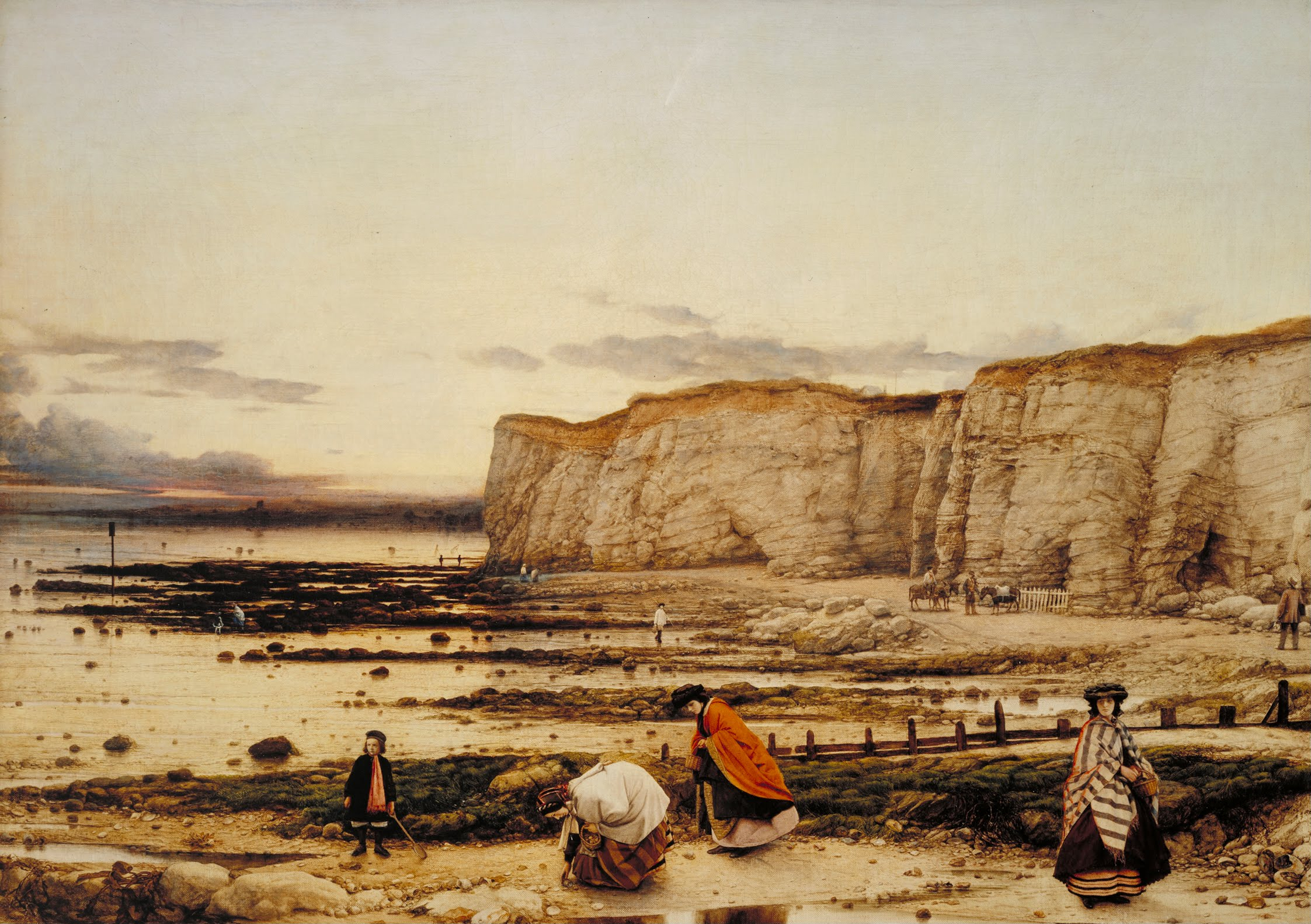
Pegwell Bay, Kent – a Recollection of October 5th 1858 arată cometa Donati văzută din golful Pegwell, pe care tradiția îl consideră locul introducerii creștinismului în Anglia și al sosirii primilor coloniști anglo-saxoni în Marea Britanie. Atenția maximă la detalii și simbolismul redat cu acuratețe științifică sunt caracteristice picturii prerafaelite.

Epoca victoriană a fost caracterizată de progres științific accelerat și o schimbarea a atitudinii față de religie, ca urmare a descoperirilor geologice, astronomice și ale chimiei, care infirmau cronologia biblică. PRB erau fascinați de aceste descoperiri, bazate pe atentia la detalii și dorința de a pune la îndoială credințele existente pe baza unui fapt observabil. Fondatorul PRB, William Holman Hunt, a revoluționat arta religioasă britanică, vizitând Țara Sfântă și studiind dovezile arheologice, îmbrăcămintea și înfățișarea localnicilor pentru a picta scene biblice cât mai exact posibil.
Până în 1854, PRB s-a desființat ca organizație, dar stilul lor a rămas dominant în pictura britanică. Expoziția de lucrări prerafaelite de la Expoziția Universală de la Paris din 1855 a primit multe aprecieri, iar expoziția de opere de artă de la Manchester din 1857, unde erau expuse lucrările artiștilor contemporani împreună cu 2000 de lucrări ale maeștrilor europeni, a avut 1.300.000 de vizitatori, iar acest lucru a crescut și mai mult gradul de conștientizare a stilurilor moderne de pictură. În 1856, colecționarul de artă John Sheepshanks și-a prezentat în țară colecția de picturi moderne, iar acestea și exponatele de la Marea Expoziție au format în iunie 1857 Muzeul South Kensington (împărțit ulterior în Muzeul de arte vizuale Victoria și Albert și Muzeul de Științe din inginești și ale tehnologiei manufacturiere).
În această perioadă, pictura rămânea cu precădere un domeniu al bărbaților. În 1859, o petiție semnată de 38 de artiste a circulat către toți membrii academiei regale, solicitând accesul femeilor în academie. Mai târziu în același an, Laura Herford a trimis Academiei, pentru selecție, un desen semnat simplu "A. L. Herford”; acceptarea de către Academie a desenului a făcut ca ea să fie prima studentă de gen feminin, în 1860.  Ulterior, Școala Slade de Arte Frumoase, fondată în 1871, recruta studente de gen feminin.

### Dragoste, senzualitate și frumos

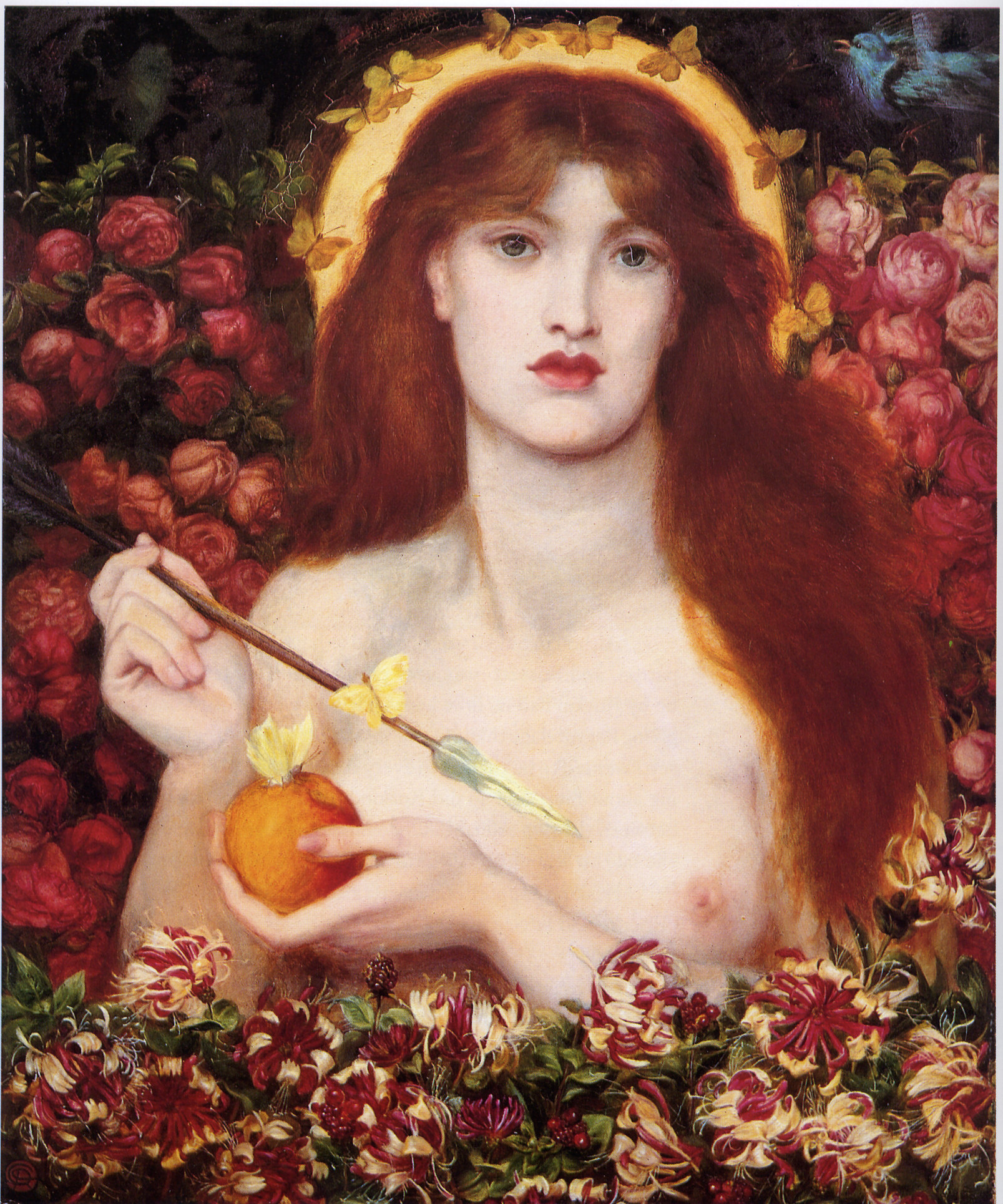
Venus Verticordia a fost motivul unei distanțări între Dante Gabriel Rossetti și John Ruskin.

În anii 1860, mișcarea prerafaelită s-a divizat, unii membri abandonând realismul strict și preferând un stil poetic și plăcut. În cazul lui D. G. Rosetti, acest lucru s-a concretizat cu precădere în pictarea subiectelor feminine. La fel ca mulți alți artiști și scriitori ai vremii, odată cu scăderea spiritului religios Rosetti a început să vadă dragostea drept cel mai important subiect.
Această tendință de a picta efectele erosului a devenit explicită în Venus Verticordia („Venus, care întoarce inimile”), pictată de Rossetti la mijlocul anilor 1860.  Titlul și subiectul sunt inspirate din Bibliotheca Classica a lui John Lemprière și se referă la o rugăciune către Venus de a întoarce inimile femeilor romane de la desfrâu și senzualitate și înspre modestie și virtute. În jurul lui Venus, trandafirii reprezintă dragostea, caprifoiul reprezintă senzualitatea, iar pasărea reprezintă caracterul trecător al vieții omenești. Venus ține în mână Mărul de Aur al Discordiei și săgeata lui Cupidon, despre care se crede că fac trimitere la războiul troian și efectul destructiv al dragostei.
Lui John Ruskin nu i-a plăcut deloc tabloul. Deși acum se crede că antipatia sa față de pictură se datora unei antipatii față de reprezentarea formei feminine nude,  el a susținut că motivul pentru carelucrarea îi displăcea era modul în care erau pictate florile, și i-a scris lui Rosetti spunându-i „mi s-au părut frumoase, în realismul lor; groaznice – nu pot folosi un alt cuvânt – în vulgaritatea lor: dezvăluie o putere enormă, dezvăluie anumite trăsături ale insensibilității care stă la baza a tot ce faceți acum”. Ostilitatea lui Ruskin față de pictură a dus la o ceartă între Ruskin și Rossetti, iar Rossetti s-a îndepărtat de ideile prerafaelite îndreptându-se spre noua doctrină a artei de dragul artei susținută de Algernon Charles Swinburne.

## Pictura cu animale

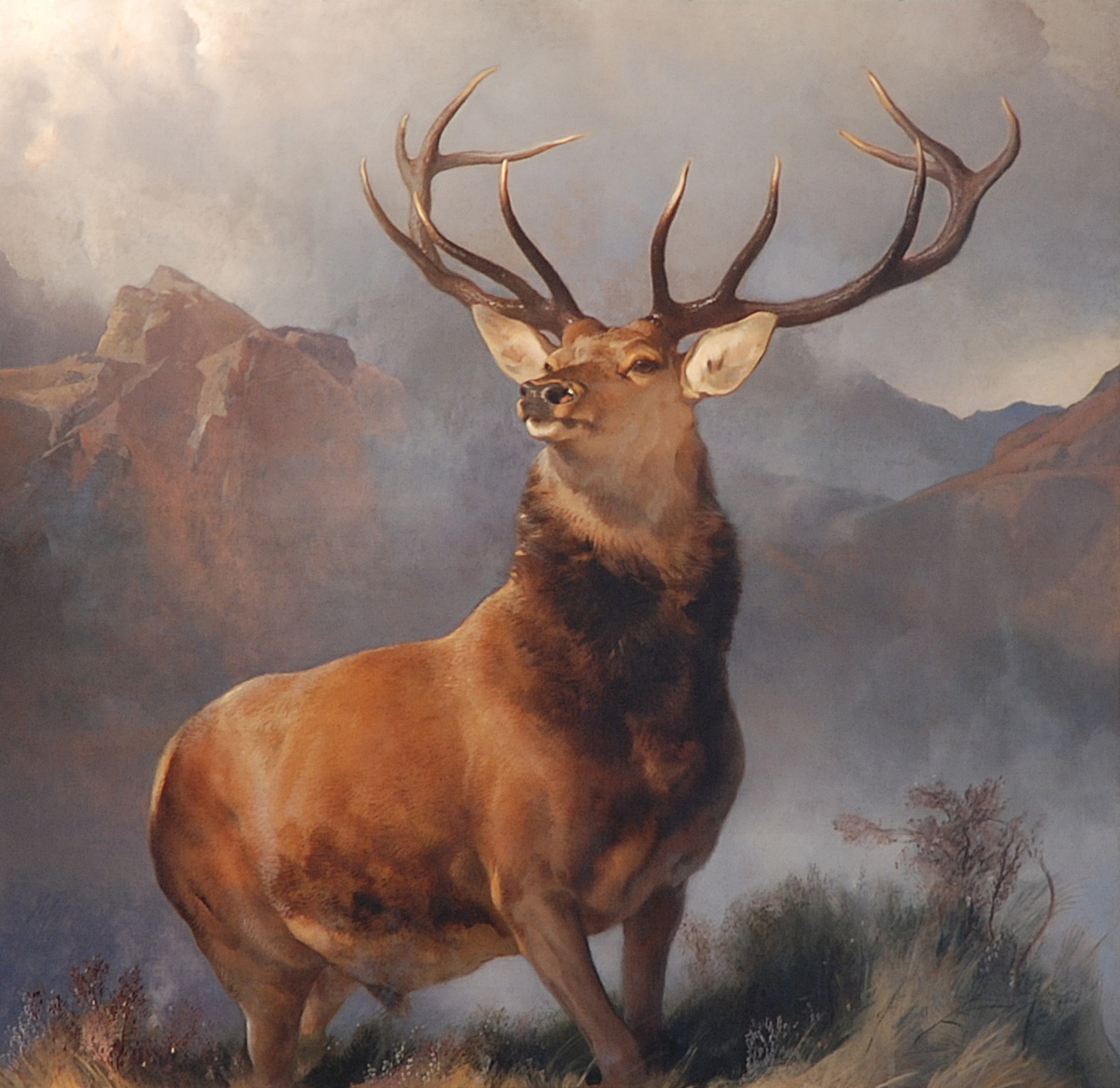
The Monarch of the Glen (1851) de Landseer a reprezentat chintesența picturii cu animale din secolul al XIX-lea.

Marea Britanie avea o lungă tradiție a picturii cu animale încă de la George Stubbs (1724–1806), domeniu care își câștigase un loc de cinste datorită picturilor cu animale, extrem de reușite, ale lui James Ward, de la începutul secolului al XIX-lea. Creșterea selectivă a animalelor, în special a câinilor, devense foarte populară, și ca urmare se dezvoltase o piață foarte profitabilă a tablourilor și desenelor cu animale premiate. La începutul secolului al XIX-lea, regiunea istorică a Scoției, Highlands a devenit o destinație extraordinar de populară pentru britanicii bogați, mai ales datorită oportunităților de a vâna. Mai ales pictorul Edwin Landseer (1802–1873) a profitat de aceste oportunități și a călătorit în Scoția pentru prima oară în 1824, revenind în fiecare an pentru a vâna, a trage cu arma, a pescui și a face schițe.

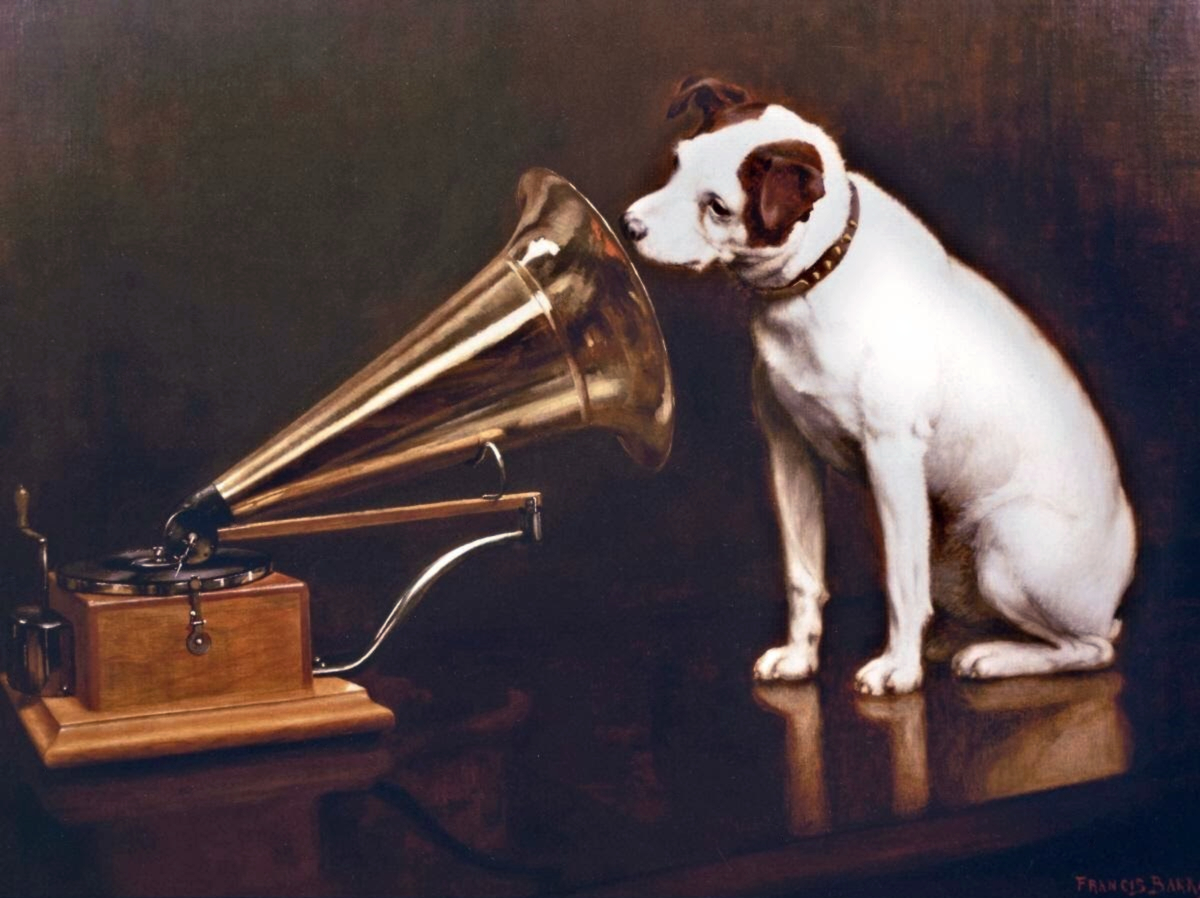
His Master's Voice, de Francis Barraud (1898–1900), respins de Academia Regală, a fost vândut companiei Gramophone, devenind în cele din urmă logoul unei companii de divertisment de renume mondial.

Landseer a devenit celebru datorită peisajelor sale, portretelor, și mai cu seamă picturii naturii sălbatice a Scoției. Tablourile sale și cărțile lui Sir Walter Scott deveniseră pentru ceilalți locuitori ai Regatului Unit primul contact imaginar cu Scoția. Lucrările sale erau atât de căutate, încât drepturile de gravură (dreptul de a tipări duplicate ale unei opere) se vindeau în general cu cel puțin de trei sau patru ori costul de vânzare al fiecărei lucrări și rareori o pictură de-a lui se vindea cu mai puțin de 1000 de lire sterline. În 1840, Landseer a a avut o problemă de sănătate mintală și ulterior a suferit tot restul vieții de alcoolism și boli mintale, deși a avut succes cu lucrărie sale. În anii următori, el a devenit și mai cunoscut ca proiectant al leilor de bronz de la baza Coloanei lui Nelson, dezvelită în 1867.
Landseer și alți pictori de animale, precum Briton Rivière, și-au câștigat faima și datorită sentimentalizării câinilor. Tabloul lui Landseer The Old Shepherd's Chief Mourner, în care un câine ciobănesc stă lângă un sicriu, a fost îndeosebi apreciat de John Ruskin, care l-a descris ca fiind „un poem emoționant pe pânză, care, fără îndoială, a făcut multe inimi viteze să „plângă ca o femeie”. Mulți dintre artiștii epocii erau vânători pasionați care acceptau cruzimea naturii ca pe un fapt firesc, și considerau că a învăța să apreciezi această cruzime era un semn de masculinitate. În acest context, câinii care exprimau emoții erau un subiect foarte popular într-o perioadă de declin al credinței religioase, sugerând posibilitatea nobleții naturii, care transcendea cruzimea și voința de a trăi ca forță motrice.

## Mișcarea estetică

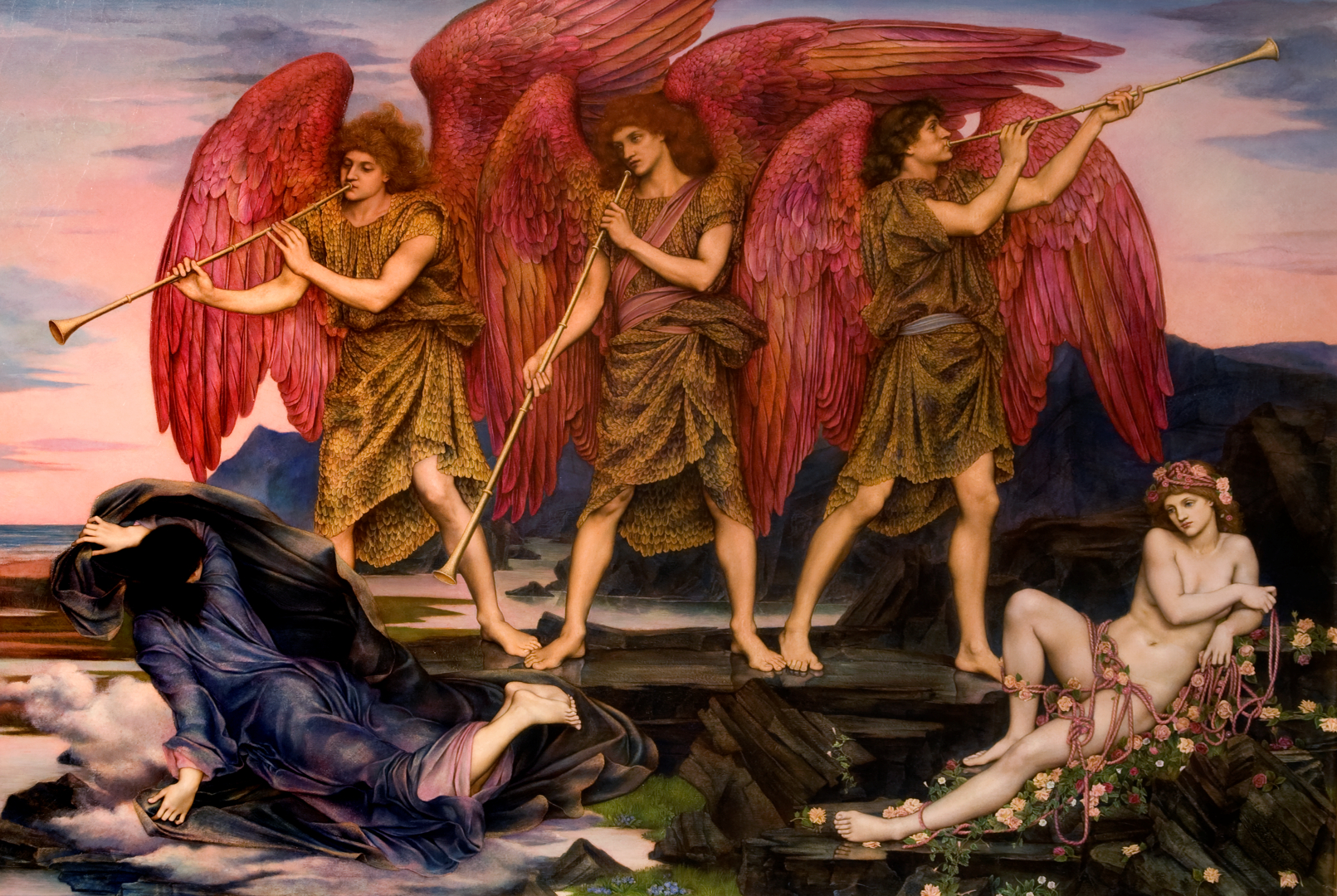
Aurora Triumphans (1886) de Evelyn De Morgan reprezintă triumful luminii asupra întunericului. La fel ca mulți alții din acea vreme, De Morgan își pierduse credința creștină, dar păstrase un profund simț al spiritualității. Timp de mulți ani acest tablou a fost atribuit în mod fals lui Edward Burne-Jones și are semnătura sa, falsificată.

În anii 1870, the Long Depression (Lunga criză) a dărâmat atât economia cât și optimismul în Marea Britanie, iar spiritul progresului, simbolizat de Marea Expoziție, a început să pălească, până într-acolo încât în 1904 G. K. Chesterton a descris Palatul de Cristal drept „templul unui crez uitat”. Câțiva artiști emergenți, precum George Frederic Watts, deplângeau faptul că mecanizarea crescândă a vieții zilnice și importanța acordată prosperității de către clasa de mijloc, din ce în ce mai numeroasă, transformau viața modernă într-una fără suflet. Războiul franco-prusac din 1870 a făcut ca un număr mare de artiști francezi, precum Claude Monet și Camille Pissarro, să se mute la Londra, aducând cu ei noi stiluri de pictură. În volumul The Renaissance, publicat în 1873, criticul de artă Walter Pater critica aspru gruparea prerafaeliților, argumentând că singurul mod în care merita să trăiești era căutarea plăcerii și dragostea de artă și a frumosului pentru ele însele.

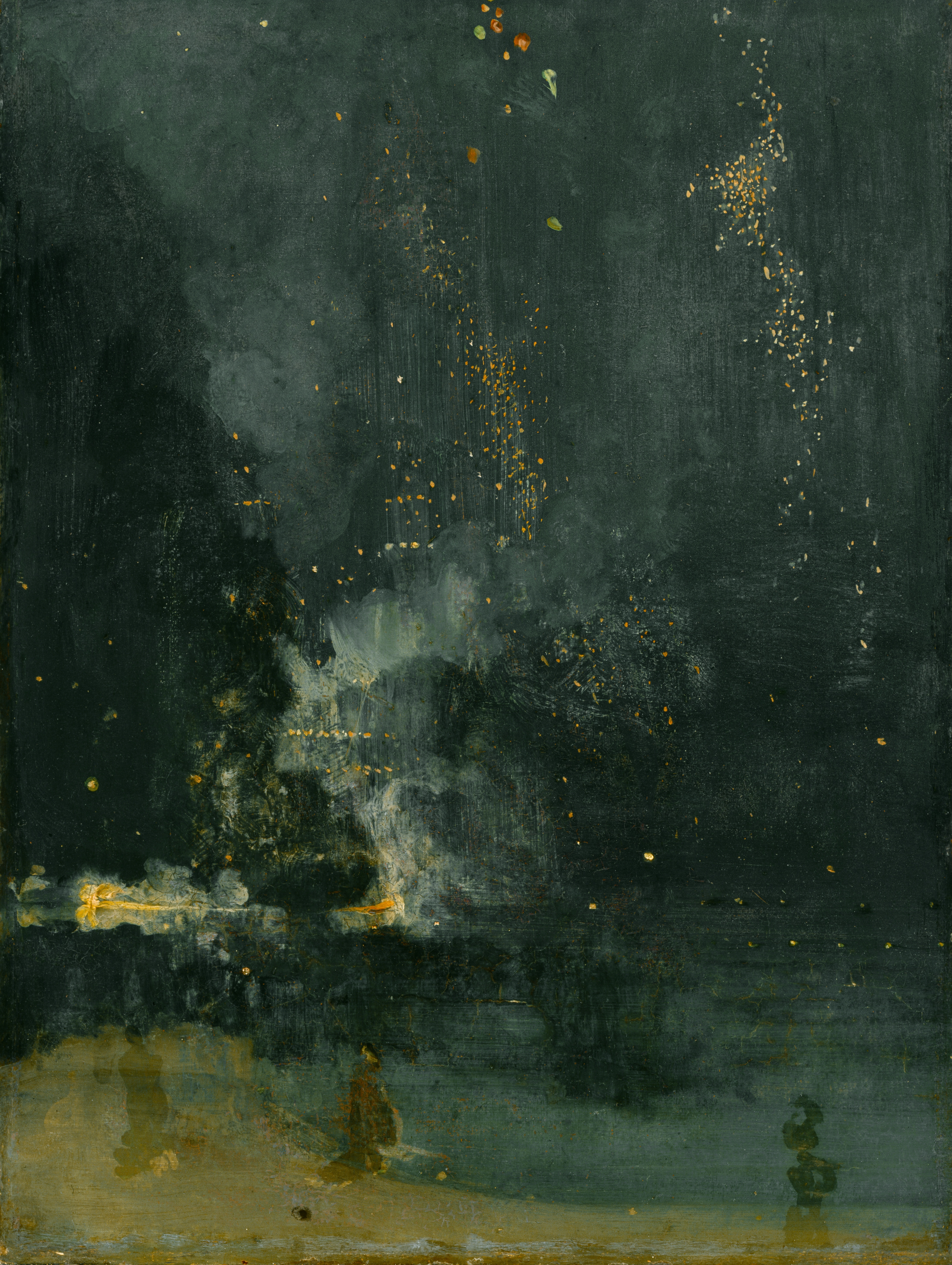
Nocturne in Black and Gold – The Falling Rocket și alte picturi ale estetiștilor erau o abatere controversată de la tradițiile engleze anterioare.

În acest context, o nouă generație de pictori, între care Frederic Leighton și James Abbott McNeill Whistler se distanțau de tradiția narativelor și moralismelor, pictând lucrări concepute mai mult pentru plăcerea estetică decât pentru povestea sau subiectul lor. Whistler deplângea obsesia prerafaeliților pentru acuratețe și realism, și comenta că publicul lor căpătase „obiceiul să se uite nu la un tablou, ci prin el”. Prerafaeliții și ceilalți susținători rămași au protestat vehement împotriva acestui nou tip de artă, la fel și Academia Regală, ceea ce l-a determinat pe Sir Coutts Lindsay să înființeze în 1877 Grosvenor Gallery, pentru a expune lucrările artiștilor ignorați de Academia Regală.
Totul a culminat în 1877, când John Ruskin a vizitat la Grosvenor Gallery o expoziție de tablouri din seria Nocturne a lui Whistler. Despre tabloul Nocturne in Black and Gold – The Falling Rocket, a scris că Whistler cerea „două sute de guinee ca să arunce un vas cu vopsea în ochii oamenilor”. Whistler l-a dat în judecată pentru calomnie, iar cazul a fost judecat în 1878.  Judecătorul ce caz a stârnit hazul publicului la tribunal când, referindu-se la Nocturne: Blue and Gold – Old Battersea Bridge, l-a întrebat pe Whistler „Care parte a tabloului este podul?” și a clasat cazul, amendându-l simbolic pe Whistler pentru daune cu un farthing, (un sfert de penny), dar cheltuielile de judecată l-au dus la faliment.
Mișcarea estetică, cum erau numiți Pater și succesorii săi, a devenit tot mai influentă; era susținută de Whistler și Oscar Wilde și de fostul prerafaelit Dante Gabriel Rossetti, care i-a rămas devotat până la moartea sa, în 1883, și era popularizată de opera comică de mare succes Patience, pusă în scenă de Gilbert și Sullivan. Membrii mișcării considerau că de vină pentru scăderea calității artei din Marea Britanie era ascensiunea clasei de mijloc din Birmingham și Manchester, cumpărători de opere de artă îndeajuns de avuți ca să cumpere, dar nu îndeajuns de educați ca să aibă bun gust. Pe lângă acestea, gândeau ei, industrializarea și capitalismul făceau ca viața să fie din ce în ce mai puțin plăcută, iar dorința prerafaeliților și discipolilor lor de a oglindi realitatea cât mai fidel posibil era destul ca să ducă la dispariția frumosului din artă. Prin urmare, membrii mișcării estetice considau că rolul artistului era de a distrage privitorul, cititorul sau ascultătorul de la urâtul realității de a evidenția frumusețea lumii și noblețea faptelor bune, chiar dacă artiștii nu credeau ei înșiși în acestea.  Alegerea lui Frederick Leighton ca președinte al Academiei Regale, în 1878, a contribuit oarecum la reparerea breșei din lumea artei prin aceea că Leighton a făcut efortul de a primi pentru Expozitia de Vară atât artiști tineri, cât și artiști care pictau în stiluri noi.

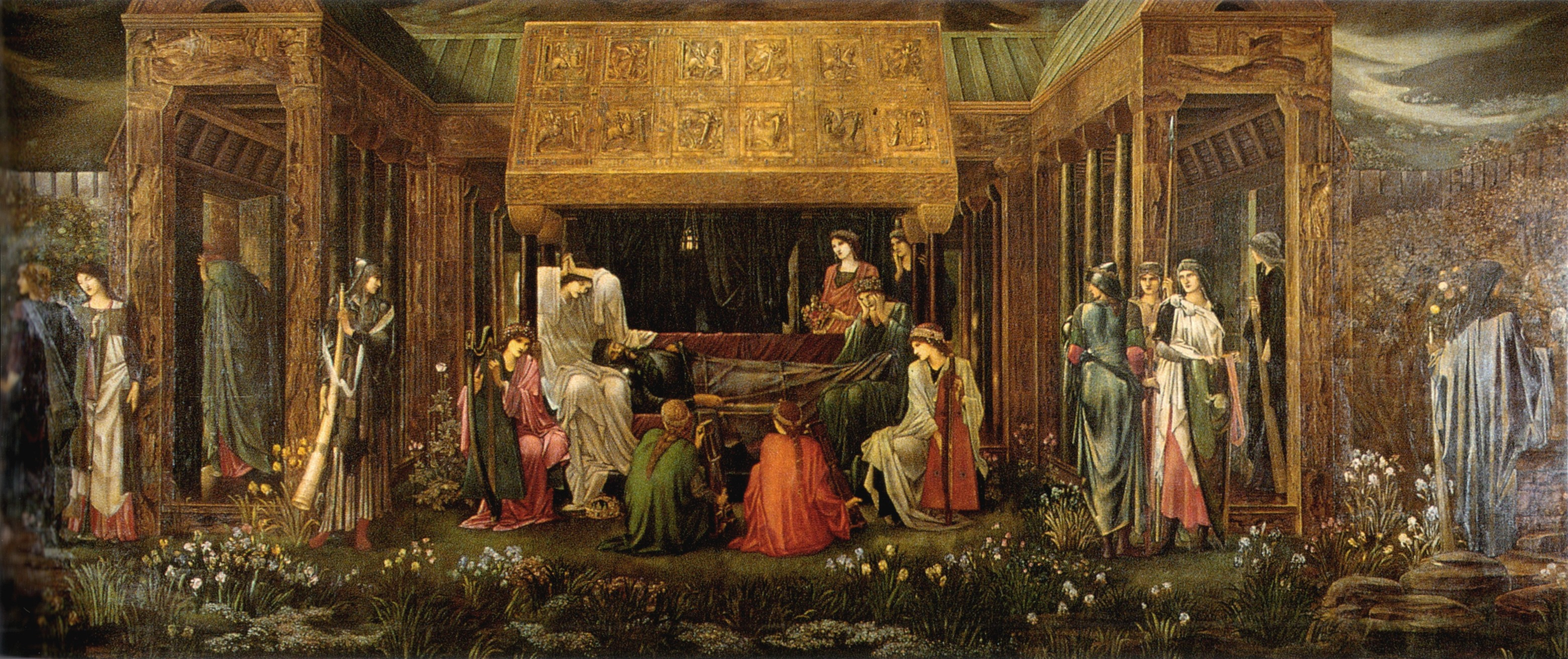
Edward Burne-Jones, în apărarea lipsei de expresie a figurilor îndoliate din The Last Sleep of Arthur in Avalon (1881–98), a explicat că „doar puțin mai multă expresivitate și nu ar fi nici regine, nici mistere, nici simboluri”.

Pictorii mișcării estetice se mândreau cu detașarea lor de realitate, lucrau din studiouri și rareori socializau cu publicul. De asemenea, în tablourile lor rareori personajele erau angajate în activități de orice fel; de obicei figurile umane stăteau nemișcate, în picioare, așezate sau întinse, și cu figura în general lipsită de orice expresie.

## Renașterea clasicistă
Odată cu trecerea anilor și datorită unui cumul de factori precum mecanizarea, declinul economic, instabilitatea politică și slăbirea credinței religioase, traiul devenea tot mai neplăcut în Marea Britanie, iar englezii au început să se întoarcă spre epoca preindustrială ca spre o epocă de aur. Artiștii erau acum atrași de subiecte și tehnici ale erei preindustriale, iar cumpărătorii căutau îndeosebi artiști care puteau face legături între prezent și epoci idealizate precum Evul Mediu, considerat perioada de început a instituțiilor britanice moderne și care fusese prezentat publicului în romanele lui Sir Walter Scott.

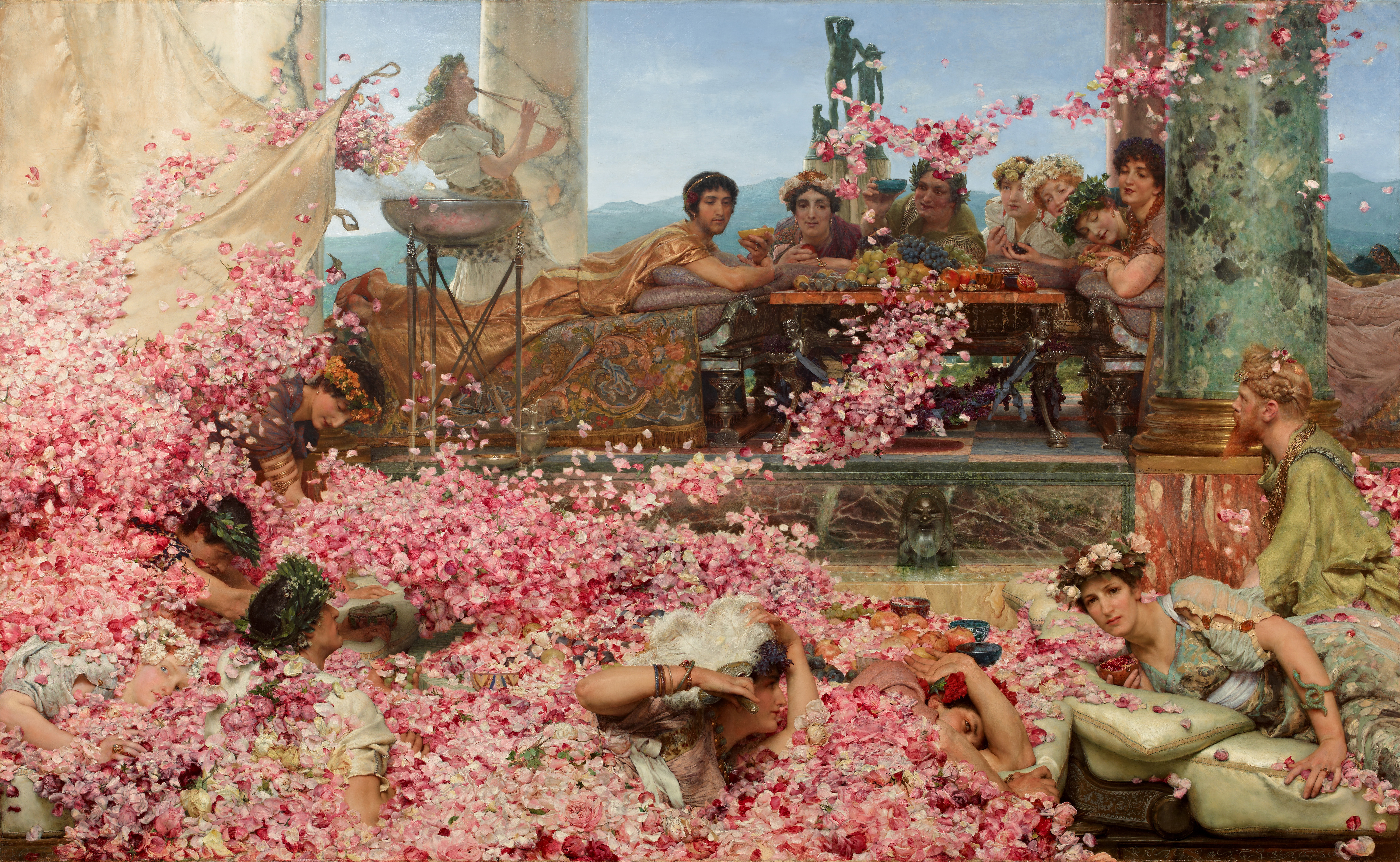
The Roses of Heliogabalus (1888) de Lawrence Alma-Tadema îl înfățișează pe împăratul Heliogabal (care a domnit între anii 218–222) sufocându-și oaspeții sub petale de trandafiri; tabloul făcea parte din curentul care încuraja pictura de scene istorice.

În acest context, au început să fie la modă tablourile cu teme religioase și medievale, îndeosebi legenda regelui Arthur. Mulți dintre cei mai importanți artiști ai acestei perioade, mai ales din mișcarea estetică, pictau scene religioase deși le lipsea credința, fiindcă aveau în acest mod o scuză validă pentru a reprezenta figuri și scene idealizate și pentru a evita să înfățișeze realității o Anglie industrializată. (Edward Burne-Jones, care în ciuda necredinței sale a fost cel mai important pictor de scene religioase din acea perioadă, i-a spus lui Oscar Wilde: „cu cât știința devine mai materialistă, cu atât voi picta mai mulți îngeri”.)  Alți pictori au început să picteze diferite perioade ale trecutului idealizat; Lawrence Alma-Tadema a pictat scene din Roma Antică, fostul prerafaelit John Everett Millais a început să picteze în stilul pictorilor din perioada imediat premergătoare Revoluției Industriale, precum Joshua Reynolds și Thomas Gainsborough, iar Frederic Leighton picta scene idealizate din Grecia Antică. 
Deși pictura istorică mai fusese în vogă și înainte în Marea Britanie, curentul din ultima parte a secolulul al XIX-lea a fost diferit. În precedentele reînnoiri, din Renaștere până la sfârșitul secolului al XVIII-lea, lumea antică simboliza măreție, dinamism și virilitate. Spre deosebire de acestea, mișcarea estetică și adepții ei au încercat să emuleze cele mai pasive reprezentări (în general feminine) ale lumii clasice, cum ar fi Venus din Milo. Pictorii acestei perioade scoteau în evidență pasivitatea și dramatismul interior, în locul dinamismului din operele clasice. De asemenea, spre deosebire de reînnoirile clasice anterioare, estetiștii lucrau cu precădere în culori vii, pe care le preferau aspectului luminos dar sumbru al sculpturii clasice. 
Nu toți adepții estetismului au aderat la mișcarea împotriva prezentului și în favoarea idealizării trecutului. Whistler, în special, se opunea puternic aceastei poziții și respingea acest sentiment, „această strâmbătură disprețuitoare față de prezent – această tristețe față de trecut”.

### Influența franceză și apariția coloniilor artistice

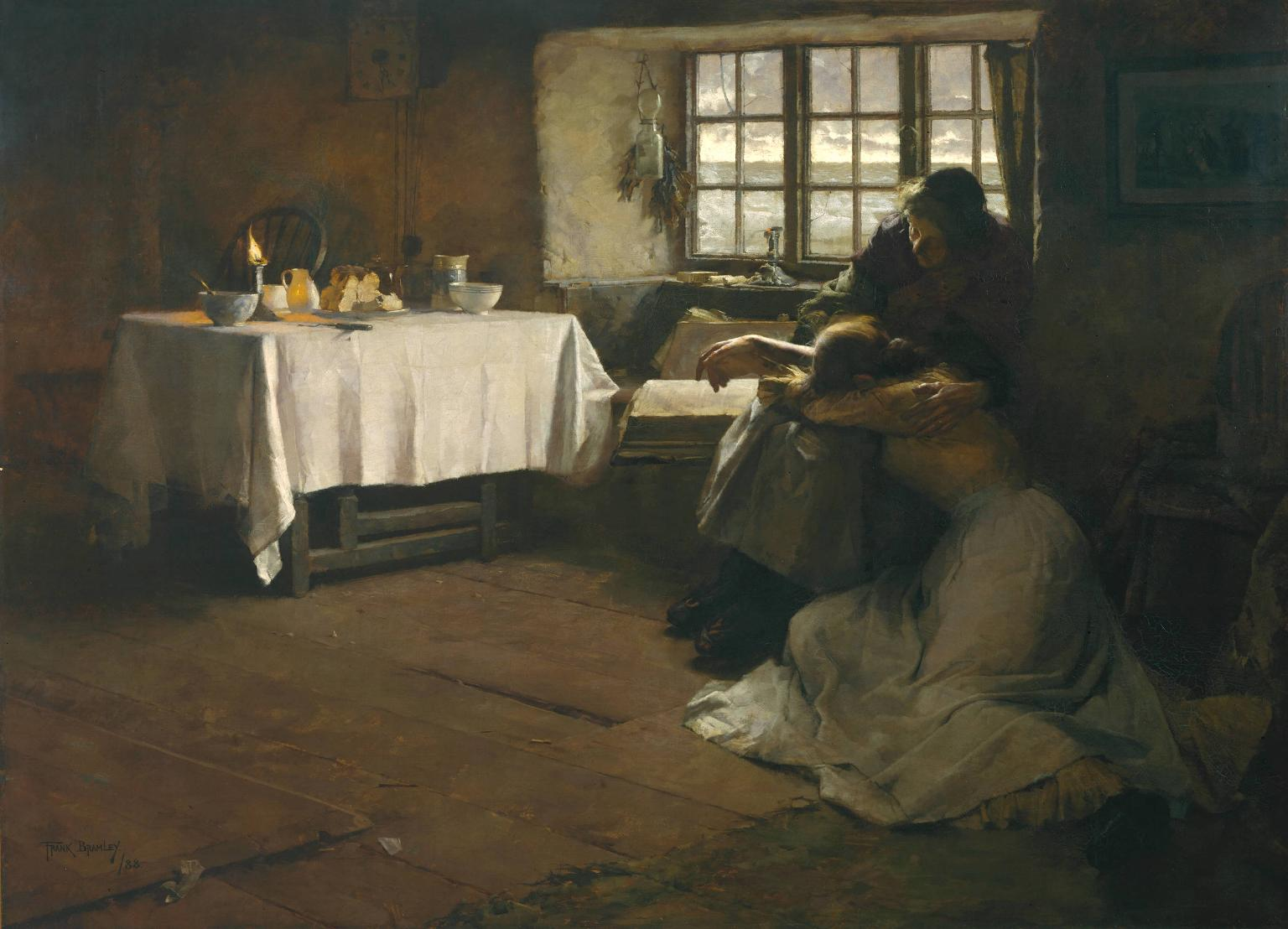
A Hopeless Dawn de Frank Bramley a fost pictat la Newlyn School, o colonie de artă din Newlyn, Cornwall. Soția și mama unui pescar, dându-și seama că el a murit pe mare, plâng împreună deasupra Bibliei.

Chiar și artiștii care nu pictau imagini din trecut erau influențați de criticile la adresa modernității. Cu precădere în cazul peisajelor, artiștii au renunțat, în general, la efortul de a picta cadre realiste, și în loc de acestea se concentrau pe efectele luminii și pe captarea unor elemente din ruralul preindustrializat, despre care credeau că ar fi putut fi distruse.  Scenele câmpenești, și personaje din mediul rural (mai ales fermieri, pescari și familiile lor) au devenit un subiect foarte popular atât în Marea Britanie cît și în Europa, aflată în curs de industrializare. În zone considerate pitorești au început să apară colonii artistice, ceea ce permitea artiștilor și studenților să lucreze în zone rurale și să cunoască oameni autentici de la țară, și în același timp să se afle în compania unor colegi de-ai lor. Dintre aceste colonii, cea mai mare influență a avut-o Școala Newlyn din vestul ținutului  Cornwall, care îi datora mult stilului lui Jules Bastien-Lepage, la care tușele rămân vizibile, sugerând simplitatea aspră a vieții rurale, idealizate. Tehnicile introduse de Școala Newlyn și alte stiluri impresioniste franceze similare, cum era cel al lui Edgar Degas, erau apoi preluate de pictori din alte părți ale țării, ca Walter Sickert, și John William Waterhouse, care combina fundaluri pictate în stilul lui Bastien-Lepage cu imagini prerafaelite ale legendelor istorice și clasice.
Această răspândire a tehnicilor franceze era privită cu multă reținere de generația precendentă de artiști. Pictorii britanici se mândriseră mereu cu stilul lor distinct și ușor de recunoscut, și considerau că pictorii francezi, și cei influențați de francezi, aveau un stil prea asemănător, și după părerea lui John Everett Millais „acceptă să își piardă identitatea imitându-i pe maeștrii francezi.” George Frederic Watts considera că popularitatea stilului francez era dovada apariției unei culturi a trândăviei în Marea Britanie, iar William Holman Hunt era nemulțumit de lipsa de semnificație a subiectelor tablourilor. În ciuda reformelor lui Leighton la Academia Regală, Expoziția de Vară a rămas în mare inaccesibilă acestor pictori, ceea ce a dus la înființarea în 1886, în Londra, clubului de artă New English Art Club ca spațiu expozițional pentru pictorii de influență franceză. Ulterior, în 1889, și New English Art Club a fost împărțit între acei pictori care pictau viața rurală și natura, și facțiunea condusă de Walter Sickert, a pictorilor care se considerau influențați mai mult de impresionism și tehnicile experimentale.

## Moștenire

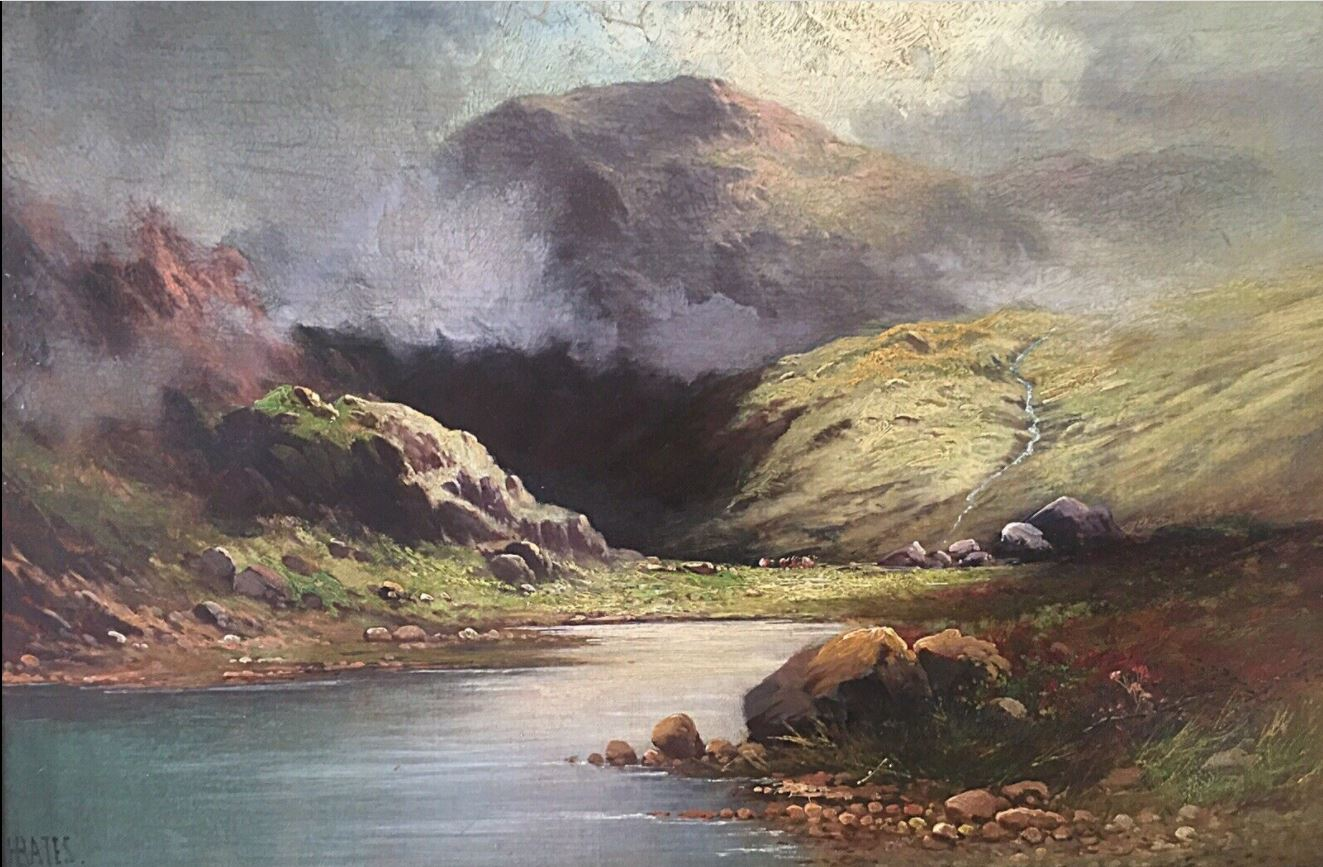
„Scottish Highlands” din anii 1890,Henry Bates Joel; o interpretare în stilul romantismului târziu a naturii, tipică picturii victoriene.

Deschiderea în 1897 a expoziției Tate Gallery, pentru a prezenta colecția de piese de artă victoriană a negustorului de zahăr Sir Henry Tate, a fost cântecul de lebădă al picturii victoriene. Leighton și Millais muriseră în anul precedent; Burne-Jones a murit în 1898, urmat de Ruskin în 1900 și de regina Victoria însăși, în 1901.
În anii 1910, în Marea Britanie stilurile victoriene din artă și literatură nu mai erau deloc la modă, și până în 1915 cuvântul „victorian” devenise peiorativ. Mulți dădeau vina pe moștenirea epocii victoriene pentru izbucnirea Primului Război Mondial, cu efecte devastatoare în Mare Britanie și Europa, iar arta și litratura asociate cu acea perioadă au pierdut foarte mult din popularitate. Volumele Eminent Victorians, de Lytton Strachey (1918) și Rossetti and His Circle de Max Beerbohm (1922), ambele extrem de influente și cu un succes enorm, au introdus în literatura de mare circulație parodia erei victoriene și a artiștilor victorieni, iar modernismul, care devenea tot mai influent, avea foarte puțin respect pentru pictura britanică a secolului al XIX-lea; inspirat din lucrărie lui Paul Cézanne, modernismul a dominat arta britanică în secolul al XX-lea. 

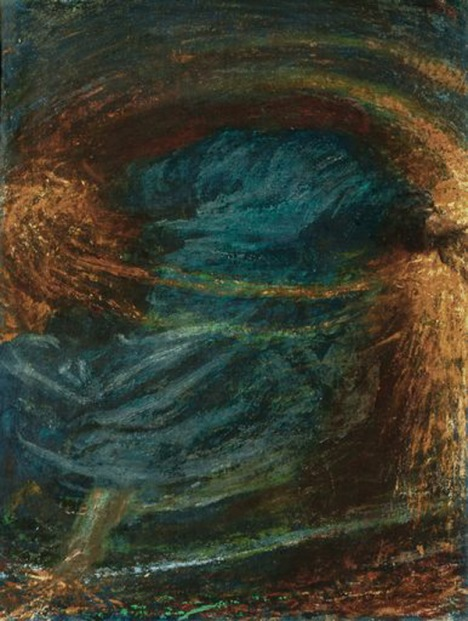
The Sower of the Systems (1902) de GF Watts a impus modernismul și arta abstractă care urmau să înlocuiască, în scurt timp, arta victoriană.

În secolul al XX-lea a crescut valoarea și importanța operelor impresioniștilor și post impresioniștilor francezi din secolul al XIX-lea. Deoarece prerafaeliții și membrii mișcării estetice, care își disputaseră între ei supremația asupra picturii victoriene, s-au aliat spre sfârșitul secolului al XIX-lea să critice împreună influența franceză, pentru ceea ce ei percepeau ca lenea și lipsa de importanță a impresionismului și postimpresionismului, ei au fost respinși sau ironizați de mulți pictori moderniști și de critici în prima jumătate a secolului al XX-lea 
În anii 1940, volumul lui William Gaunt The Pre-Raphaelite Tragedy, în ton cu dorința generală, pe timp de război, de a celebra realizările culturii britanice, au dus la o renaștere a interesului față de arta victoriană. În 1948, mai multe muzee britanice au organizat evenimente și expoziții pentru a marca centenarul Frăției prerafaelite, dar unii critici de artă la modă, printre care Wyndham Lewis, au ironizat gruparea prerafaelită ca fiind de o prețiozitate irelevantă.

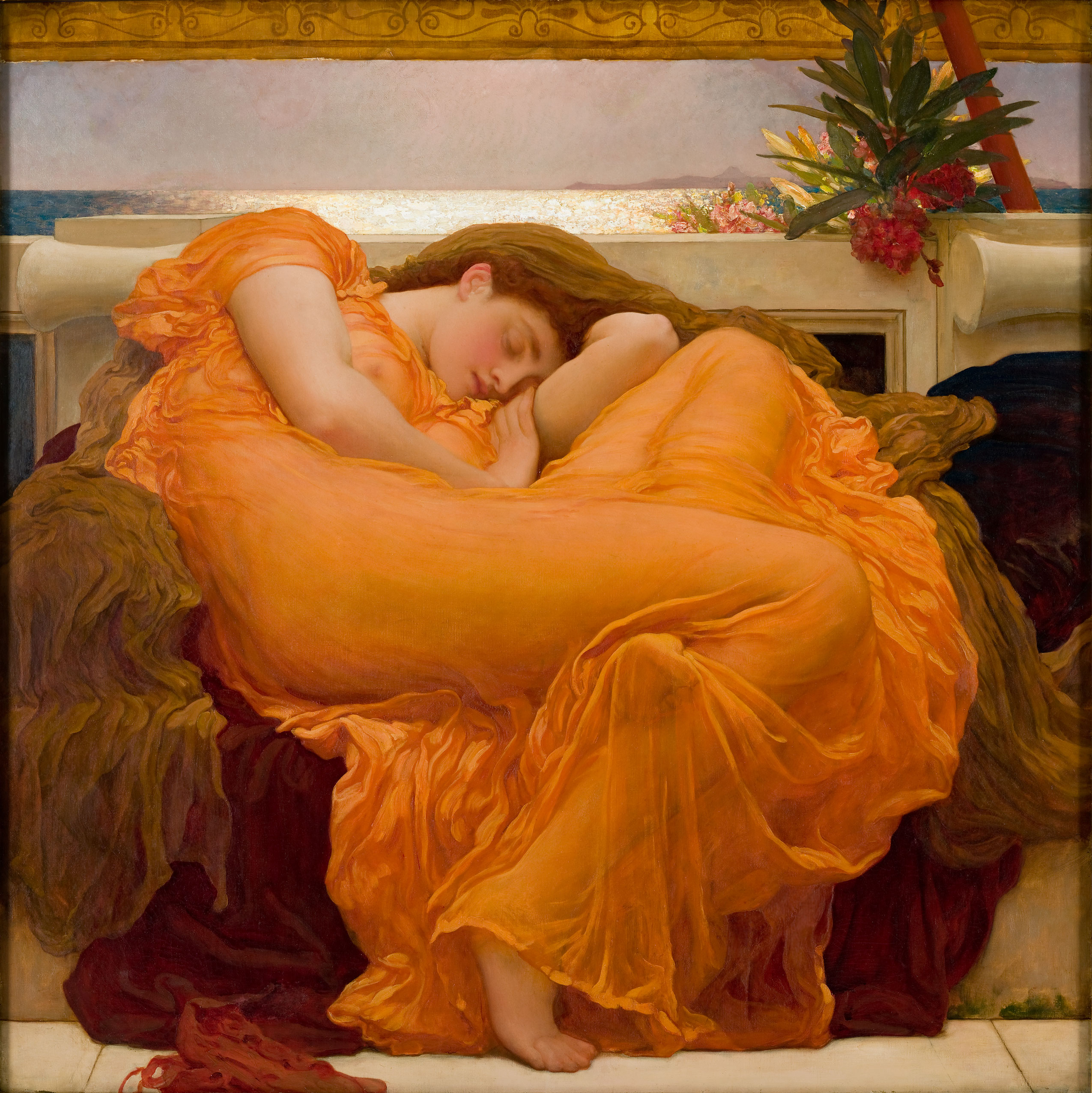
În 1963, Flaming June a fost evaluat la doar 50 de lire sterline.

O expoziție importantă din 1951-52 de la Academia Regală de Arte, The First Hundred Years of the Royal Academy 1769–1868, a prezentat unui public mai larg o serie de lucrări britanice din secolul al XIX-lea, dar opinia generală față de arta victoriană nu s-a îmbunătățit.
În anii 1960, unele aspecte ale artei victoriene au cunoscut o oarecare popularitate în contracultura anilor 1960, când mai ales prerafaeliții au început să fie considerați precursori ai artei pop și altor tendințe contemporane. O serie de expoziții cu lucrări ale unor prerafaeliți și artiști influențați de prerafaeliți le-au adus și mai multă vizibilitate în 1960 și 1970, iar o expoziție importantă din 1984, la ceea ce se numea atunci Tate Gallery (acum Tate Britain), unde au fost expuse lucrări ale tuturor membrilor mișcării prerafaelite, a fost una dintre cele mai reușite din istoria galeriei.
Arta victoriană ne-prerafaelită a rămas în mare parte demodată. În 1863, Flaming June, una dintre cele mai semnificative dintre piesele clasiciste ale lui Sir Frederic Leighton, a fost vândută cu doar 50 lire sterline (aproximativ 1,300 de lire sterline în valuta de astăzi),   și în 1967 istoricul de artă Quentin Bell s-a considerat îndreptățit să afirme că arta victoriană era „din punct de vedere estetic, și deci istoric, nesemnificativă”. Deși arta victoriană non-prerafaelită a avut, în următorii ani, o ușoară renaștere, rămâne demodată, iar lipsa oricăror colecții importante din Statele Unite a făcut ca interesul global față de acest subiect să fie redus.